# 록스버러

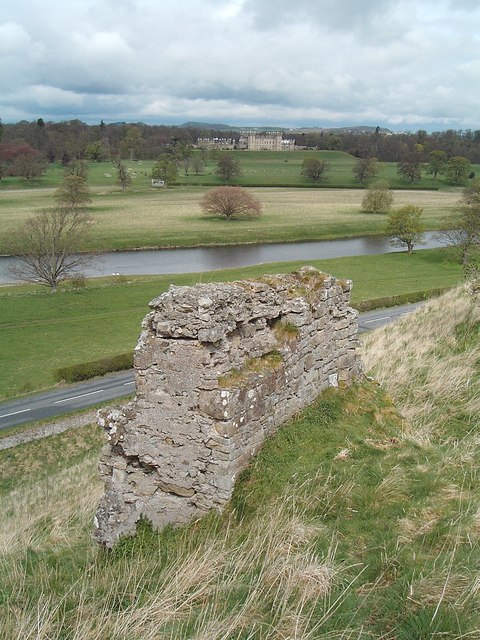
록스버러

록스버러(영어: Roxburgh, 스코틀랜드 게일어: Rosbrog)는 스코틀랜드 스코티시보더스의 도시로 인구는 419명(2001년 기준)이다.